# Ярошево-Друге
Ярошево-Друге (пол. Jaroszewo Drugie) — село в Польщі, у гміні Месцисько Вонґровецького повіту Великопольського воєводства.
Населення — 56 осіб (2011).
У 1975-1998 роках село належало до Познанського воєводства.

## Демографія
Демографічна структура станом на 31 березня 2011 року:
|          | Загалом | Допрацездатний вік | Працездатний вік | Постпрацездатний вік |
| -------- | ------- | ------------------ | ---------------- | -------------------- |
| Чоловіки | 30      | 8                  | 20               | 2                    |
| Жінки    | 26      | 6                  | 15               | 5                    |
| Разом    | 56      | 14                 | 35               | 7                    |